# Luling (Texas)
Luling è un centro abitato degli Stati Uniti d'America, situato nella contea di Caldwell dello Stato del Texas.

## Geografia fisica
Luling è situata a 29°40′50″N 97°38′44″W (29.680499, -97.645439).
Secondo lo United States Census Bureau, ha un'area totale di 5,5 miglia quadrate (14 km²) con 0,26% di acqua.

## Società

### Evoluzione demografica
Secondo il censimento del 2000, c'erano 5.080 persone, 1.791 nuclei familiari, e 1.226 famiglie residenti nella città. La densità di popolazione era di 1.324,1 persone per miglio quadrato (510,8/km²). C'erano 1.950 unità abitative a una densità media di 508,3 per miglio quadrato (196,1/km²). La composizione etnica della città era formata dal 65,30% di bianchi, il 9,55% di afroamericani, lo 0,31% di nativi americani, lo 0,41% di asiatici, il 22,09% di altre razze, e il 2,34% di due o più etnie. Ispanici o latinos di qualunque razza erano il 44,02% della popolazione.
C'erano 1.791 nuclei familiari, di cui il 34,5% avevano figli di età inferiore ai 18 anni, il 47,5% erano coppie sposate conviventi, il 15,9% aveva un capofamiglia femmina senza marito, e il 31,5% erano non-famiglie. Il 28,1% di tutti i nuclei familiari erano individuali, e il 17,2% aveva componenti con un'età di 65 anni o più che vivevano da soli. Il numero di componenti medio di un nucleo familiare era di 2,75, e quello di una famiglia era di 3,39.
In the city, the population was spread out, with il 29,9% di persone sotto i 18 anni, il 9,0% di persone dai 18 ai 24 anni, il 24,6% di persone dai 25 ai 44 anni, il 18,0% di persone dai 45 ai 64 anni, e il 18,5% di persone di 65 anni o più. L'età media era di 34 anni. Per ogni 100 femmine, c'erano 87 maschi. Per ogni 100 femmine dai 18 anni in giù, c'erano 79,9 maschi.
Il reddito medio di un nucleo familiare era di 26.923 dollari, e quello di una famiglia era di 31.094 dollari. I maschi avevano un reddito medio pro capite di 22.365 dollari contro i 18.432 dollari delle femmine. Il reddito medio pro capite era di 12.373 dollari. Circa il 17,0% delle famiglie e il 19,4% della popolazione erano sotto la soglia di povertà, incluso il 21,9% di persone sotto i 18 anni e il 20,5% di persone di 65 anni o più.